# Ярачево (гмина)
Ярачево (пол. Jaraczewo) — городско-сельская гмина (волость) в Польше, входит как административная единица в Яроцинский повет, Великопольское воеводство. Население — 8286 человек (на 2008 год).

## Города
1. Ярачево

## Сельские округа
1. Белеево
2. Бжостув
3. Нова-Цереквица
4. Цереквица
5. Голя
6. Гура
7. Лобез
8. Лобзовец
9. Ловенцице
10. Лукашево
11. Недзвяды
12. Носкув
13. Паненка
14. Паженчев
15. Поремба
16. Руско
17. Стшижевко
18. Сухожевко
19. Войцехово
20. Залесе

## Соседние гмины
1. Гмина Борек-Велькопольски
2. Гмина Дольск
3. Гмина Яроцин
4. Гмина Козмин-Велькопольски
5. Гмина Ксёнж-Велькопольски
6. Гмина Нове-Място-над-Вартон